# José Augusto Torres
José Augusto da Costa Séneca Torres (8. september 1938 - 3. september 2010) var en portugisisk fodboldspiller (angriber) og -træner.
Torres spillede tolv sæsoner hos Lissabon-storklubben Benfica. Her var han med til at vinde hele ni portugisiske mesteskaber og fire pokaltitler.
Torres spillede, mellem 1963 og 1973, 33 kampe for Portugals landshold, hvori han scorede 14 mål. Han var en del af det portugisiske hold, der vandt bronze ved VM i 1966 i England. Her spillede han samtlige holdets kampe i turneringen, inklusiv bronzekampen mod Sovjetunionen, og scorede samlet tre mål i turneringen.
Efter sit karrierestop blev Torres træner, og stod i løbet af de følgende 20 år i spidsen for adskillige klubber, blandt andet sine gamle klubber Vitória Setúbal og Estoril, samt Boavista. Han var også fra 1984 til 1986 cheftræner for det portugisiske landshold. 20 år efter selv at have deltaget ved VM i England var han cheftræner for portugiserne under VM i 1986 i Argentina. Her kunne holdet dog ikke gentage bronze-succesen fra 1966, og blev slået ud allerede efter det indledende gruppespil.

## Titler
Primeira Liga
- 1960, 1961, 1963, 1964, 1965, 1967, 1968, 1969 og 1971 med Benfica

Taça de Portugal
- 1962, 1965, 1969 og 1970 med Benfica